# Jens Okking
Jens Okking, född 18 december 1939 i Köpenhamn, död 21 januari 2018, var en dansk skådespelare, regissör, manusförfattare och politiker.
Okking var 1999–2003 dansk ledamot vid Europaparlamentet. Han valdes in för Junibevægelsen men gick under mandatperioden över till Folkebevægelsen mod EU.

## Filmografi (urval)
- 1970 – Oktoberdage
- 1974 – 19 röda rosor
- 1976 – Snuten som rensade upp
- 1978 – Släkten
- 1980 – The Baron
- 1981 – Förföljelsen
- 1989 – Miraklet i Valby
- 1992 – Göingehövdingen (TV-serie)
- 1992 – Dödlig kemi
- 1992 – Mysteriet med det levande liket (TV-serie)
- 1994 – Riket
- 1995 – Stora och små män
- 1996 – Ont blod
- 1997 – Barbara
- 1997 – Den siste vikingen
- 1997 – Riket II
- 2002 – Gamla män i nya bilar